# بيل ديكسون (مجدف)
بيل ديكسون (بالإنجليزية: William John Dixon) هو مجدف أسترالي، (ولد في سيدني في أستراليا 1912 – 1969 م).

## وصلات خارجية
- بيل ديكسون على موقع الاتحاد الدولي للتجديف (الإنجليزية)
- بيل ديكسون على موقع أوليمبيديا (الإنجليزية)